# رادومیر واشک
 رادومیر واشک (انگلیسی: Radomír Vašek؛ زادهٔ ۲۳ سپتامبر ۱۹۷۲) یک تنیس‌باز اهل جمهوری چک است.